# انتخابات الرئاسة الغامبية 2006
انتخابات الرئاسة الغامبية 2006 هي الانتخابات الرئاسية التي جرت في 2006، فاز بالانتخابات يحيى جامع.